# Łaźnia Miejska w Prudniku
Łaźnia miejska w Prudniku – publiczna łaźnia miejska znajdująca się przy ulicy Parkowej 4 w Prudniku. Właścicielem obiektu jest Ośrodek Sportu i Rekreacji w Prudniku.

## Historia
Rada miasta planowała budowę łaźni miejskiej od 1895. W 1906 ówczesny dyrektor fabryki „S. Fränkel” Tischzeug & Leinwand Fabrik (późniejsze Zakłady Przemysłu Bawełnianego „Frotex”) Josef Pinkus razem z Albertem i Emanuelem Fränklem podarowali miastu 200000 marek na jej budowę. Utworzono komisję, która miała za zadanie dokonać przeglądu kąpielisk we Wrocławiu, Quedlinburgu i Berlinie. Ostatecznie jako wzór dla łaźni wybrano tę w Quedinburgu. Sprowadzono stamtąd budowniczego Launera, by opracował projekt budynku, a jego wykonanie powierzono prudnickiemu mistrzowi budownictwa Schinolowi. Budowę łaźni rozpoczęto w kwietniu 1906 roku, a jej uroczyste otwarcie nastąpiło 4 listopada 1907.
Przy wejściu do obiektu umieszczona została brązowa tablica, która była wyrazem podziękowania dla Josefa Pinkusa oraz Alberta i Emanuela Fränkla za ich wsparcie finansowe. Została ona usunięta po nastaniu nazizmu w Niemczech.